# کولبرتیسم

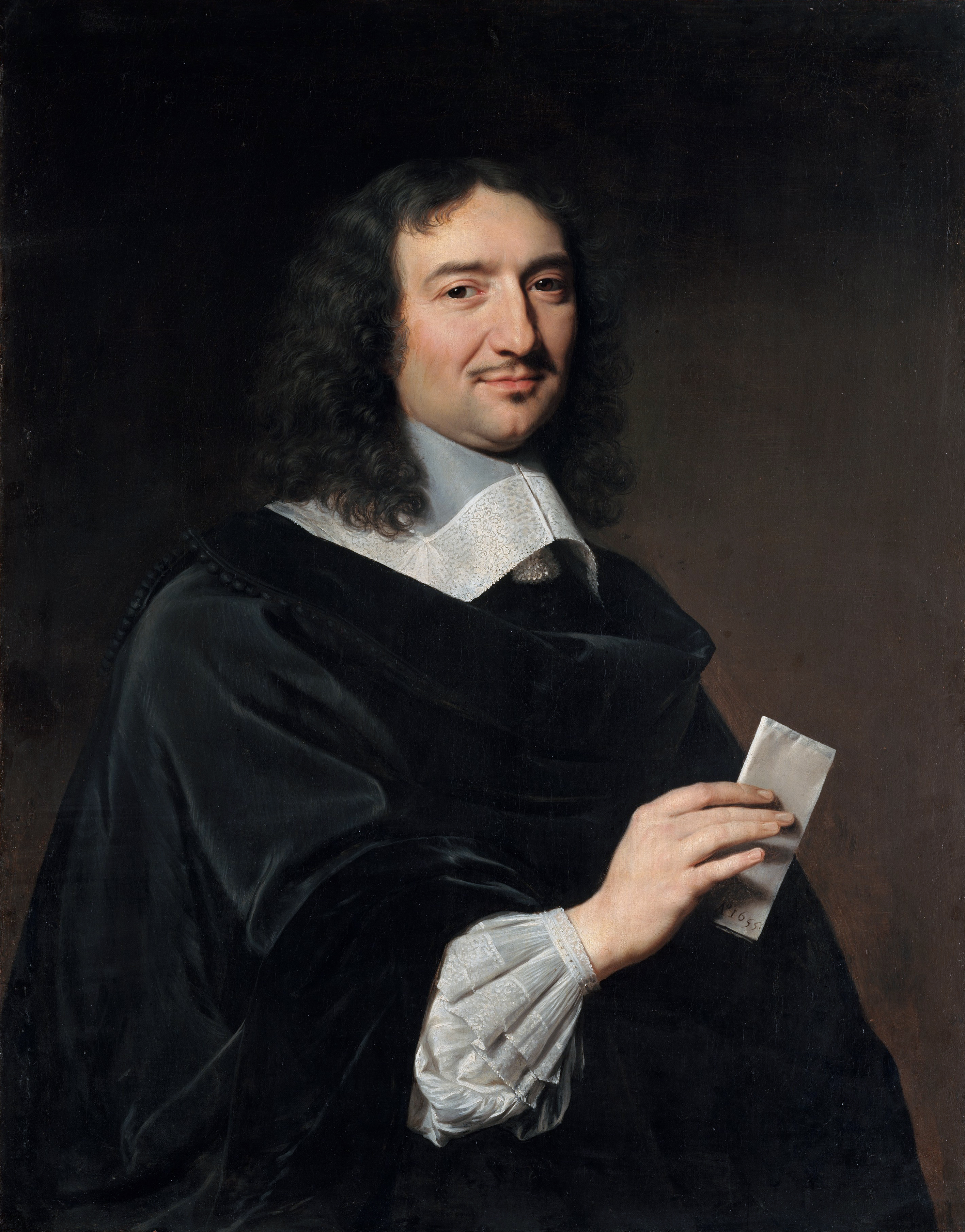
پرتره ۱۶۵۵ کولبرت، توسط فیلیپ دو شامپانی

کولبرتیسم ( به فرانسوی: Colbertisme) یک مکتب اقتصادی و سیاسی قرن هفدهم است که توسط ژان باپتیست کولبرت، کنترل‌کننده کل امور مالی در زمان لویی چهاردهم فرانسه ایجاد شد. کولبرتیسم گونه‌ای از سوداگرایی است که گاهی اوقات مترادف آن تلقی می‌شود. کولبرتیسم بیشتر مجموعه‌ای از رویه‌های اقتصادی است تا یک جریان واقعی اندیشه اقتصادی.

## ویژگی‌ها
اصل اساسی کولبرت این بود که ثروت و اقتصاد فرانسه باید در خدمت دولت باشد. او با الهام از ایده‌های سوداگرایی معتقد بود که مداخله دولت برای تأمین بخش عمده‌ای از منابع محدود ضروری است. یک کشور برای انباشت طلا همیشه مجبور بود کالاهای بیشتری را نسبت به آنچه خریداری می‌کرد، به خارج از کشور بفروشد. کولبرت در پی ساختن اقتصادی در فرانسه بود که در خارج بفروشد و در داخل بخرد.